# Lukovo (Vranje)
Pour les articles homonymes, voir Lukovo.
Lukovo (en serbe cyrillique : Луково) est un village de Serbie situé sur le territoire de la Ville de Vranje, district de Pčinja. Au recensement de 2011, il comptait 125 habitants.

## Démographie
| 1948 | 1953 | 1961 | 1971 | 1981 | 1991 | 2002 | 2011 |
| ---- | ---- | ---- | ---- | ---- | ---- | ---- | ---- |
| 754  | 713  | 650  | 483  | 333  | 218  | 200  | 125  |

|  |